# Varicospira
Varicospira là một chi ốc biển, là động vật thân mềm chân bụng sống ở biển trong họ Rostellariidae within the Stromboidea, the true conchs and their allies.

## Các loài
- Varicospira bekenuensis Raven, 2021
- Varicospira cancellata (Lamarck, 1816)
- Varicospira crispata (G. B. Sowerby II, 1842)
- †Varicospira decussata (J.L.M. Defrance in B. de Basterot, 1825 )
- Varicospira formosana (M. Yokoyama, 1928)
- †Varicospira gerthi (A. Pannekoek, 1936)
- †Varicospira integra (A. von Koenen, 1889)
- Varicospira javana (K.Martin, 1879)
- Varicospira kooli Moolenbeek & Dekker, 2007[2]
- Varicospira longirostra (Pannekoek, 1936)
- †Varicospira martini (A. Pannekoek, 1936)
- Varicospira mordax (K.Martin, 1916)
- †Varicospira narica (E.W. Vredenburg, 1925 )
- †Varicospira rakhiensis (F.E. Eames, 1952)
- †Varicospira rembangensis (A. Pannekoek, 1936)
- Varicospira reticulata Raven, 2021
- †Varicospira semicancellata (Martin, 1899)
- †Varicospira sindiensis (E.W. Vredenburg, 1925)
- †Varicospira spinifera (Martin, 1899)
- †Varicospira subrimosa (A.V.M.D. D'Orbigny, 1852)
- †Varicospira tenuiincisus (F.E. Eames, 1952)
- †Varicospira toyamaensis (K. Tsuda, 1959
- Varicospira tyleri (H. Adams & A. Adams, 1864)
- Varicospira zuschini Harzhauser, 2007

Đồng nghĩa
- Varicospira lee Iredale, 1958: syn. Varicospira cancellata (Lamarck, 1816)

Nomen dubium
- Varicospira speciosa (H. Adams & A. Adams, 1864)